# Dorevelde
Dorevelde (Dorfeld) ist eine Wüstung in der heutigen Stadt Medebach.
Entstanden war der Ort im Frühmittelalter spätestens im 9. Jahrhundert. Die Quellenlage ist schlecht. Es ist davon auszugehen, dass in dem Ort zahlreiche Besitzungen des Ministralengeschlecht Dorevelde (Dorfeld) lagen. Dieses wurde nach dem Ort benannt. Belegt ist die Familie seit 1259. Über Streubesitz verfügte zeitweilig auch das Kloster Werden. Wahrscheinlich aufgrund der Entfernung wurde das dortige Gut 1224 gegen Zinszahlung dem Augustinerinnenkloster Küstelberg überlassen. Auch das Kloster Corvey besaß dort vier Höfe. Diese gab es den Herren von Dorevelde 1354 zu Lehen. Im Jahr 1426, als der Ort schon nicht mehr bestand, verkaufte das Augustinerinnenkloster Glindfeld – als Nachfolgeinstitution zu Küstelberg – seinen Besitz an Bürger aus Medebach. Die Ackerbürger der Stadt bewirtschaften die Ländereien im früheren Ort.
Der Ort hatte mindestens vier größere Curiae und vier weitere Höfe. Er hatte dörflichen Charakter mit zwei Siedlungsschwerpunkten. Ein Anteil des Zehnten kam dem Haus Wittgenstein zu. Weitere hatten die Herren von Dorevelde inne. Die Familie orientierte sich im 14. Jahrhundert in Richtung Waldeck. In dem Zusammenhang stand auch der Verkauf ihrer Besitzungen in Dorewelde an das Kloster Marienthal. Allerdings spielten sie als kurkölnische Amtsträger weiterhin eine wichtige Rolle im Herzogtum Westfalen.
Die Wüstung spiegelt sich heute noch in den Flurnamen Im Dorffelde und Hinterm Dorffelde wider. Sie liegt etwa 700 m südlich von der Stadt Medebach entfernt und befindet sich  auf dem Weg über die Ahauser Mühle nach Medelon. Die Siedlung umfasste eine Fläche von 275 × 350 m. Aus dem Frühmittelalter stammen Funde wie Keramik und eine Anzahl Gewandschließen. Auch aus dem Hochmittelalter gibt es ähnliche Funde, darunter ein Löwenanhänger. Aus dem Spätmittelalter stammt unter anderem eine flache Perle aus blauem Glas. Die Funde lassen auf eine recht wohlhabende Bevölkerung schließen. Auch nach der Gründung der nahen Stadt blieb der Ort zunächst bewohnt. Wüst gefallen ist er im 14. Jahrhundert.